# 宮里久美
宮里 久美（みやさと くみ（本名は「みやざと」と濁る）、1969年〈昭和44年〉10月1日 - ）は、1980年代後半に活躍した日本の元アイドル、歌手、声優。身長166cm、てんびん座、血液型はA型。
神奈川県相模原市出身。芸能事務所はホリプロに所属し、1989年に引退している。

## 人物・来歴
- 1984年のホリプロタレントスカウトキャラバンに友達と一緒に参加[2]（大会の応募者11万2358人）その東京予選大会で勝ち残った23人の中の1人で[3]入賞こそ逃したが、166cmの高身長が審査員の目に止まりモデルとしてスカウトされ芸能界入りする[4]。
- 『ジ・アニメ特別編集 メガゾーン23』で1歳年下の妹と3歳年下の弟がいると紹介されている[5]
- 小学5年生から陸上クラブに入部し種目は走り幅跳びと短距離リレーをしていた。ちなみに本人はバレーボールも大好きである。[6]
- 中学校3年間は陸上部に所属しており、短距離と幅跳びをやっていた。[4]100メートル14秒くらい、走り幅跳びは4メートル30センチほど。[7]
- 中学生当時のニックネームは「ミヤリ」[8]。
- 中学生時代の得意な教科は国語と体育と音楽、苦手は英語と数学。[9]
- アニメに関して『キャンディ・キャンディ』を見ていたのは覚えているが、最近（中学生当時）は部活の陸上がありアニメは見れなかったとのこと。[7]
- アニメに関して弟が「キャプテン翼」が好きなので面白がって見ていたそうだが、本人が好きなのは歌番組[3]
- 中学生当時の趣味は消しゴムコレクションと詩をつくること。[9]
- 好きな色は（中学生当時）ピンクと白。[9]
- 目標とする歌手として、山口百恵を挙げている[10]、好きな男性アイドルは近藤真彦である。[7]
- 中学生当時は将来の夢として、歌手か幼稚園の先生を挙げている。[11]
- 「小学生の頃からよく痴漢されんです」と語り「一度”私まだ小学生です”といったの。そしたらその男の人、ポカンと口あけてビックリ。相手もショックうけてたみたい」そして「でもポカンとした顔がおかしくて、急に笑い出したんです。わたし」のようなことを語っている。[12]
- 都立の定時制高校に通っていて、クラブではバスケットボールをしていた。高校は私服だったが本人は中学生の時はブレザーだったので、セーラー服が着たかったとのこと。[13]
- 1985年2月5日、OVA『メガゾーン23』の主題歌「背中ごしにセンチメンタル」で歌手デビュー（オリコンベスト27位登場[8]）。また同作品のキャラクター・時祭イヴ役に抜擢されて声優デビューも果たす。[14]
- 新人歌手をアニメとタイアップさせて主題歌を歌わせる手法が1980年代前半に派生した流れで、宮里も同様のスタンスでデビューを飾った（飯島真理、太田貴子、志賀真理子などと並び、1980年代のアイドル声優の先駆けとして名を連ねられることもある）。
- 最初はモデルとしてホリプロに入ったが「メガゾーン23」の話があり本人に歌わせてみると、当時（1985年）のマネージャー曰く「僕らがビックリするほど、歌がうまかったんですね」とあり当初から高い歌唱力があったのが分かる。[3]
- ホリプロに入った時から周りが驚くほど早くデビューが決まり、その高い歌唱力からホリプロは歌中心で売り出す方針にしたという[3]
- ホリプロの事務所に入った3日後に、OVA『メガゾーン23』のオーディションを受けることになったので「もう何が何だかわからなくて、ただ歌っただけって感じになったんです」と語っている。[15]

- OVA『メガゾーン23』のオーディションを受けた1か月後に急に声優をやることなって「「えーっやりたくない！」っていうのが本音でしたね。興味はあったんですけど実際自分がやるとなると悩んじゃうんですよね」と語り声優をやることに対して、かなり不安があったことを後に吐露している。[16]

- 「メガゾーン23」の時祭イヴを選ぶオーディションで、プロデューサー三浦亨やアクション監督板野一郎らが参加しそこで宮里久美を選んだ。その時業界では「身長が高い娘はダメ（宮里久美は身長166cm）なので低い子を選んでください」と関係者に言われたが、半ば無理やりに宮里久美を選んだ。[17]

- OVA『メガゾーン23』の時祭イヴの歌の振り付けは宮里久美が振りをつけて（振り付けは振付師の三浦亨）それをビデオ撮影し、そのビデオを見ながら美樹本晴彦がアニメートしたものである。[16]
- OVA『メガゾーン23』のオーディションは歌と台本読みで、歌は小泉今日子の「春風の誘惑」、台本でのセリフは忘れたとのこと。[7]
- ファンクラブの名称は「宮里組（みやさとくみ）」。「宮里久美」と同じ読み方にしていた[18]。
- 1985年12月7日から募集を開始したファンクラブ「宮里組」に1ヶ月で1000人以上の入会希望者が殺到した。そこに「瓜にいたずら書きをするのがシュミ」とあり宮里久美の趣味が分かる。[19]
- サインの第一号は、アニメスタジオ訪問の仕事で訪れたアートランドで板野一郎に書いたのが初めてである（サインの第2号は美樹本晴彦である）[3]
- 1985年に学校教材用の警視庁推薦防犯映画「愛のタックル」に榊原郁恵、大門正明らと出演している。[13]
- ホリプロの寮時代では井森美幸と同部屋でよくおしゃべりをしており、寮の管理人に「おまえたち、犬が騒いでるみたいだぞ」と𠮟られたことがある。[20]
- モノマネが得意で中森明菜、松田聖子、小泉今日子、井森美幸、菊池桃子などができる。[21]変わりダネとして「クリィミー・マミの変身する前の声マネ」とかがある。[20]中学時代は山下久美子のモノマネがクラスで一番ウケた。[6]
- 芸能界の友人はホリプロの寮で同室だった井森美幸とその下の部屋に住んでいた「ベリーズ」の伊東真季[22]、新潟のイベントで知り合った森下恵理である。[20]
- 1986年1月15日高田馬場BIG BOXでのファンクラブ結成式で「ファンの誓い五ヵ条」というものがあり①我々はいつまでも久美ちゃんを応援します。②我々は久美ちゃんの素晴らしさをみんなに伝えます。③「秘密く・だ・さ・い」をベストテンに！④久美ちゃんのトマト嫌いを解決させます。⑤我々自身のことも努力します。というものがあった。なので当時宮里久美はトマト嫌いなのが分かる。[23]
- ホリプロ宣伝部（1986年当時）が「久美のプロポーション、容姿なら、ドラマなどデビュー早々に出演させられたんですけど、本人の意思も、”とにかく歌一本で”ということだったので地味ながらここまでコツコツとやってきたのです」とあり宮里久美自身が”実力派シンガー”を目指していたことがわかる。[24]。
- 3枚目のシングル「ふたりのサン・ジョルディ（1986年4月15日発売）」の「サン・ジョルディ」とは「サン・ジョルディの日」というスペインのカタルーニャ地方のお祭りにちなんで男性から女性に花を女性から男性に本をプレゼントする習わしからとったもの。[25]日本では日本書店商業組合連合会と日本・カタルーニャ友好親善協会などが1986年に4月23日を「サン・ジョルディの日」と定めたため、この曲はその「サン・ジョルディの日」のキャンペーンソングでもある。
- 1989年3月、ラジオ番組『やってやるぜ情報局』の最終回直前の放送において、本人自ら引退を発表。同番組最終回をもって引退している。

## ディスコグラフィ
すべてビクター音楽産業（現・ビクターエンタテインメント）

### シングル
1. 背中ごしにセンチメンタル（1985年2月5日）
作詞：三浦徳子／作曲：芹澤廣明／編曲：鷺巣詩郎
（c/w）風のララバイ
作詞：三浦徳子／作曲：芹澤廣明／編曲：鷺巣詩郎
2. 秘密く・だ・さ・い（1986年1月21日）
作詞：松井五郎／作曲：鈴木キサブロー／編曲：鷺巣詩郎
（c/w）ロンリーサンセット
作詞：松井五郎／作曲：鈴木キサブロー／編曲：鷺巣詩郎
3. ふたりのサン・ジョルディ（1986年4月15日）
作詞：松井五郎／作曲：鈴木キサブロー／編曲：椎名和夫
（c/w）真夏Magic
作詞：松井五郎／作曲：鈴木キサブロー／編曲：椎名和夫

他
「メガゾーン23」挿入歌（「メガゾーン23 ORIGINAL SOUNDTRACK」、「MEGAZONE 23 VOCAL COLLECTION」等に収録）
1. TOMORROW BLUES
作詞：境ジョージ[26]／作曲・編曲：鷺巣詩郎

### アルバム
瞳でウィスパリング（1985年10月21日）
1. 夜明けのウィスパ－
作詞：三浦徳子／作曲：中崎英也／編曲：水谷公生
2. 抱きしめてMoonlight
作詞：三浦徳子／作曲：馬場孝幸／編曲：渡辺敬之
3. 青いダイアモンド
作詞：三浦徳子／作曲：白井良明／編曲：水谷公生
4. 夢はスターダスト
作詞：三浦徳子／作曲：佐藤健／編曲：渡辺博也
5. 背中ごしにセンチメンタル
作詞：三浦徳子／作曲：芹澤廣明／編曲：鷺巣詩郎
6. 風のララバイ
作詞：三浦徳子／作曲：芹澤廣明／編曲：鷺巣詩郎
7. ハート・カクテル
作詞：三浦徳子／作曲：佐藤健／編曲：渡辺博也
8. 白いセンターライン
作詞：三浦徳子／作曲：中崎英也／編曲：水谷公生
9. さよならは絹のヴェール
作詞：三浦徳子／作曲：白井良明／編曲：水谷公生
10. アスファルトのLast Dance
作詞：三浦徳子／作曲：馬場孝幸／編曲：渡辺敬之

アレルギー（1986年8月21日）
1. 夢みるマグネット
作詞：松井五郎／作曲：中崎英也／編曲：川村英二
2. 横浜Cool
作詞：松井五郎／作曲：芹澤廣明／編曲：川村英二
3. 秘密く・だ・さ・い[27]
作詞：松井五郎／作曲：鈴木キサブロー／編曲：鷺巣詩郎
4. デニムの古着
作詞：松井五郎／作曲：山川恵津子／編曲：川村英二
5. 真夏Magic
作詞：松井五郎／作曲：鈴木キサブロー／編曲：川村英二
6. アレルギー
作詞：松井五郎／作曲：中崎英也／編曲：椎名和夫
7. A子の友情
作詞：松井五郎／作曲：河合夕子／編曲：川村英二
8. 憧憬志願
作詞：松井五郎／作曲：山川恵津子／編曲：川村英二
9. ロンリー・サンセット
作詞：松井五郎／作曲：鈴木キサブロー／編曲：鷺巣詩郎
10. メランコリーの媚薬
作詞：松井五郎／作曲：鈴木キサブロー／編曲：川村英二

UNFINISHED（1987年7月21日）
1. SUMMER LOVERS
作詞：来生えつこ／作曲：佐藤健／編曲：川村英二
2. あ・い・つ
作詞：松井五郎／作曲：宇崎竜童／編曲：川村英二
3. WATER BLUE
作詞：麻生圭子／作曲：山川恵津子／編曲：椎名和夫
4. GREEN
作詞：田口俊／作曲：井上ヨシマサ／編曲：川村英二
5. RAINY BOY
作詞：沙都美[28]／作曲：山川恵津子／編曲：椎名和夫
6. 腕の中のジェラシー
作詞：松井五郎／作曲：宇崎竜童 川村英二
7. パーセンテージ
作詞：三浦徳子／作曲：佐藤健／編曲：川村英二
8. INTO THE NIGHT
作詞：来生えつこ／作曲：佐藤健／編曲：椎名和夫
9. 自分自身
作詞：三浦徳子／作曲：SHOJI／編曲：椎名和夫
10. イマージュ
作詞：田口俊／作曲：井上ヨシマサ／編曲：川村英二

### ベストアルバム
FOR YOU /宮里久美・ベストコレクション（1986年11月21日）
1. メランコリーの媚薬
作詞：松井五郎／作曲：鈴木キサブロー／編曲：川村英二
2. 背中ごしにセンチメンタル
作詞：三浦徳子／作曲：芹澤廣明／編曲：鷺巣詩郎
3. アレルギー
作詞：松井五郎／作曲：中崎英也／編曲：椎名和夫
4. 風のララバイ
作詞：三浦徳子／作曲：芹澤廣明／編曲：鷺巣詩郎
5. 夢はスターダスト
作詞：三浦徳子／作曲：佐藤健／編曲：渡辺博也
6. アスファルトのLast Dance
作詞：三浦徳子／作曲：馬場孝幸／編曲：渡辺敬之
7. ふたりのサンジョルディ
作詞：松井五郎／作曲：鈴木キサブロー／編曲：椎名和夫
8. ロンリー・サンセット
作詞：松井五郎／作曲：鈴木キサブロー／編曲：鷺巣詩郎
9. 真夏のMagic
作詞：松井五郎／作曲：鈴木キサブロー／編曲：椎名和夫
10. デニムの古着
作詞：松井五郎／作曲：山川恵津子／編曲：川村英二
11. 抱きしめてMoonlight
作詞：三浦徳子／作曲：馬場孝幸／編曲：渡辺敬之
12. 白いセンターライン
作詞：三浦徳子／作曲：中崎英也／編曲：水谷公生
13. 横浜Cool
作詞：松井五郎／作曲：芹澤廣明／編曲：川村英二
14. 秘密く・だ・さ・い
作詞：松井五郎／作曲：鈴木キサブロー／編曲：鷺巣詩郎

## 出演

### ラジオ
- アニメトピア（ゲスト）
  - アニメトピアのスポンサーがビクター音楽産業だったことから、数回出演。
- 宮里久美の笑って青春（1986年4月 - 1989年3月：長崎放送、毎週日曜日11:00 - 11:30）[1]製作：(株)秦スタジオ/D:木村敦
- やってやるぜ情報局（1988年5月 - 1989年3月：RFラジオ日本、東海ラジオ、ラジオ大阪、矢尾一樹、ミンキー・ヤスと共演）